# Gunnar Zacharoff
Gunnar Henry Zacharoff, född 6 januari 1902 i Partille, död 5 september 1957 i Jonsered, var en svensk fotbollsspelare, en av 1920-talets mest framträdande fotbollsspelare i Sverige. Han representerade Gais åren 1925–1933 och spelade 14 landskamper för Sverige åren 1926–1930.

## Karriär
Zacharoff var född och uppvuxen i Jonsered i nuvarande Partille kommun, där hans släkt hade arbetat sedan generationer. Han spelade från början i Jonsereds GoIF, som på den tiden var en plantskola inom den göteborgska fotbollen. Han var barndomsvän och tidigare lagkamrat till Gais-stjärnan Thorsten Svensson, och 1925 värvades han till Gais. Året därpå slog han igenom, och eftersom Gais var ett av Sveriges tongivande lag under denna tid kom han mycket snart med i Sveriges A-landslag. Zacharoff spelade för Gais mellan 1925 och 1933 och gjorde sammanlagt 148 matcher för klubben. Han var med och vann allsvenskt guld 1926/1927 och 1930/1931; det andra räknas som SM-guld. Han representerade Sverige i 14 landskamper mellan 1926 och 1930.
Zacharoff betraktades på sin tid som en "glidtacklingarnas mästare" och hade rykte om sig att vara en synnerligen schyst och teknisk spelare. Hans popularitet var stor, vilket bland annat framgår av att han var en av dem som nämndes i Ernst Rolfs "Fotbollsvisa" från 1927.

## Diabetes
År 1931 drabbades Zacharoff, 26 år gammal, nygift och med en lysande framtid framför sig, av diabetes. Allt eftersom sjukdomen fortskred orkade han inte längre med tacklingar och ruscher, och till slut gick det inte heller att träna och han blev tvungen att sluta med fotbollen.
Under återstoden av sitt liv blev Zacharoff bara sämre. Han arbetade kvar på Jonsereds fabriker och byggde hus i Kåhög, men blev till sist tvungen att först ta ett lättare jobb och sedan att sluta arbeta helt. Han fick allt sämre syn på grund av de förändringar i ögonbotten som hör sjukdomen till, och 1957 avled han, mer eller mindre blind och bortglömd av Fotbollssverige.
Gunnar Zacharoff är begravd på Jonsereds griftegård.

## Familj
Zacharoff tillhörde den inom fotbollen bemärkta släkten Zacharoff från Jonsered. Han var bror till den senare Gaisspelaren Gustav Zacharoff och kusin till Tage Zacharoff.